# ユージン・クーマン

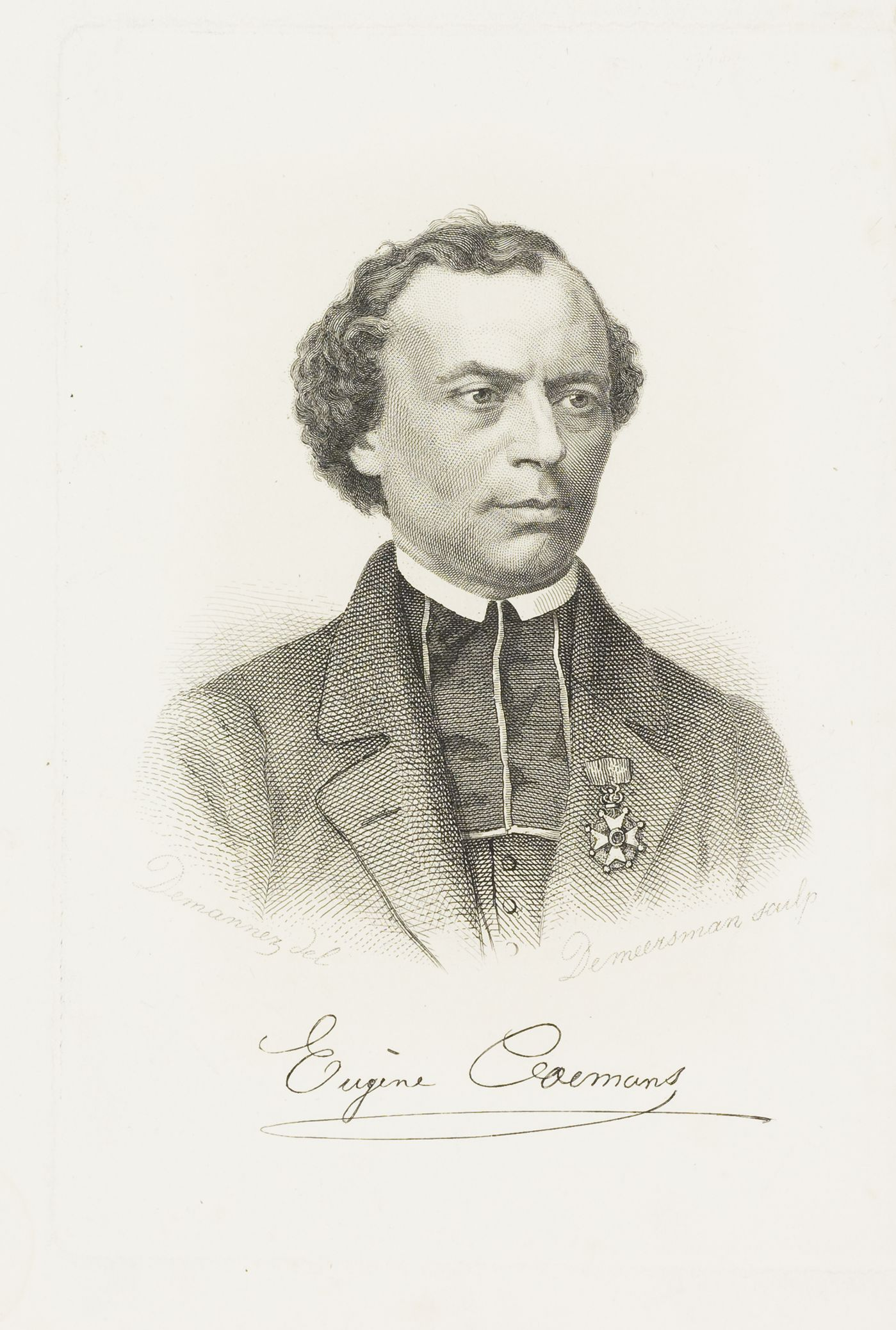
ユージン・クーマン

ユージン・クーマン（Henri Eugène Lucien Gaëtan Coemans、1825年10月30日 - 1871年1月8日）は、ベルギーのカトリック神父、植物学者、菌学者である。
ブリュッセルで生まれた。ヘントの神学校などで学び1848年に叙階された。その後ヘント大学の植物学教授、Jean Kickxから植物学を学んだ。1853年からヘントで聖職についた。1864年にブリュッセル科学文芸アカデミーのメンバーになり、1866年からルーヴェンのカトリック大学の教授を務めた。1868年から没するまでヘントのフランシスコ修道院の院長を務めた。
植物学の分野では、主に菌類と古生物学の分野で研究し、菌類の分野ではカビの属であるキックセラの記載を行い、Kickxに献名した。その他にキツネノマゴ科の属、Fittoniaの記載も行った。
菌類のブラシカビ属 (Coemansia)の学名に献名されている。

## 著作
- Monographie du genre Pilobolus, Tode, spècialement ètudiè au point de vue anatomique et physiologique, 1861
- Spicilège mycologique, 1862
- Notices biographiques sur quelques lichenographes celebres, 1864
- Monographie des Spenophyllum d'Europe (Jean Jacques Kickxと共著), 1864 [3]
- Description de la flore fossile du premier ètage du terrain crètacè du Hainaut, 1867 [4]